# Pickup
Una camioneta de caja abierta o pickup (del inglés pickup: levantar, alzar, a veces adaptado al español como camioneta picap o picop), es un tipo de camioneta empleada generalmente para el transporte de mercancías debido a que cuentan con una parte trasera descubierta, denominada 'caja', 'batea', 'balde', 'carrocería', 'platón', 'cama', 'palangana', o 'tolva', que sirve como zona de carga para productos u objetos. El término pickup es una connotación al hecho de que estos vehículos son utilizados para levantar y trasladar distintos tipos de cargas, dependiendo a su vez de la estiba máxima que soportan para lograr un traslado eficiente. Por lo general esta área está rodeada por una pared de alrededor de medio metro de alto; la parte posterior puede abatirse para poder cargar y descargar. La caja puede ser cubierta en algunos modelos con una lona (llamada capota o carpa) o con una estructura de fibra de vidrio (cúpula).
Según el mercado, las pickups pueden variar según su tamaño, configuración de cabina y  área de carga, tracción, motor y chasis. En América y Asia la mayoría de las pickups poseen chasis de largueros; las pickups se dividen en compactas, medias y grandes según el largo (5, 5.5 y 6 de largo, aproximadamente). En Latinoamérica, Europa y algunas zonas en vías desarrollo existen picaps aún más pequeñas, con chasis autoportante y basadas en automóviles de turismo del segmento B, de unos 4.5 m de largo. 
Las pickups americanas y asiáticas por lo general suelen ser de tracción clásica (motor delantero y tracción trasera) o bien poseer sistema de doble tracción, en tanto que las de tipo europeo por estar basadas en vehículos subcompactos poseen tracción delantera.

## Historia

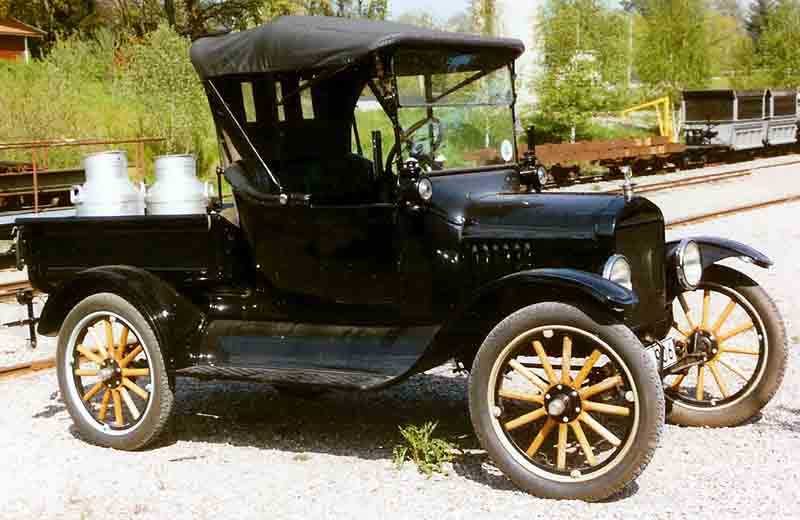
Ford Modelo T de 1922

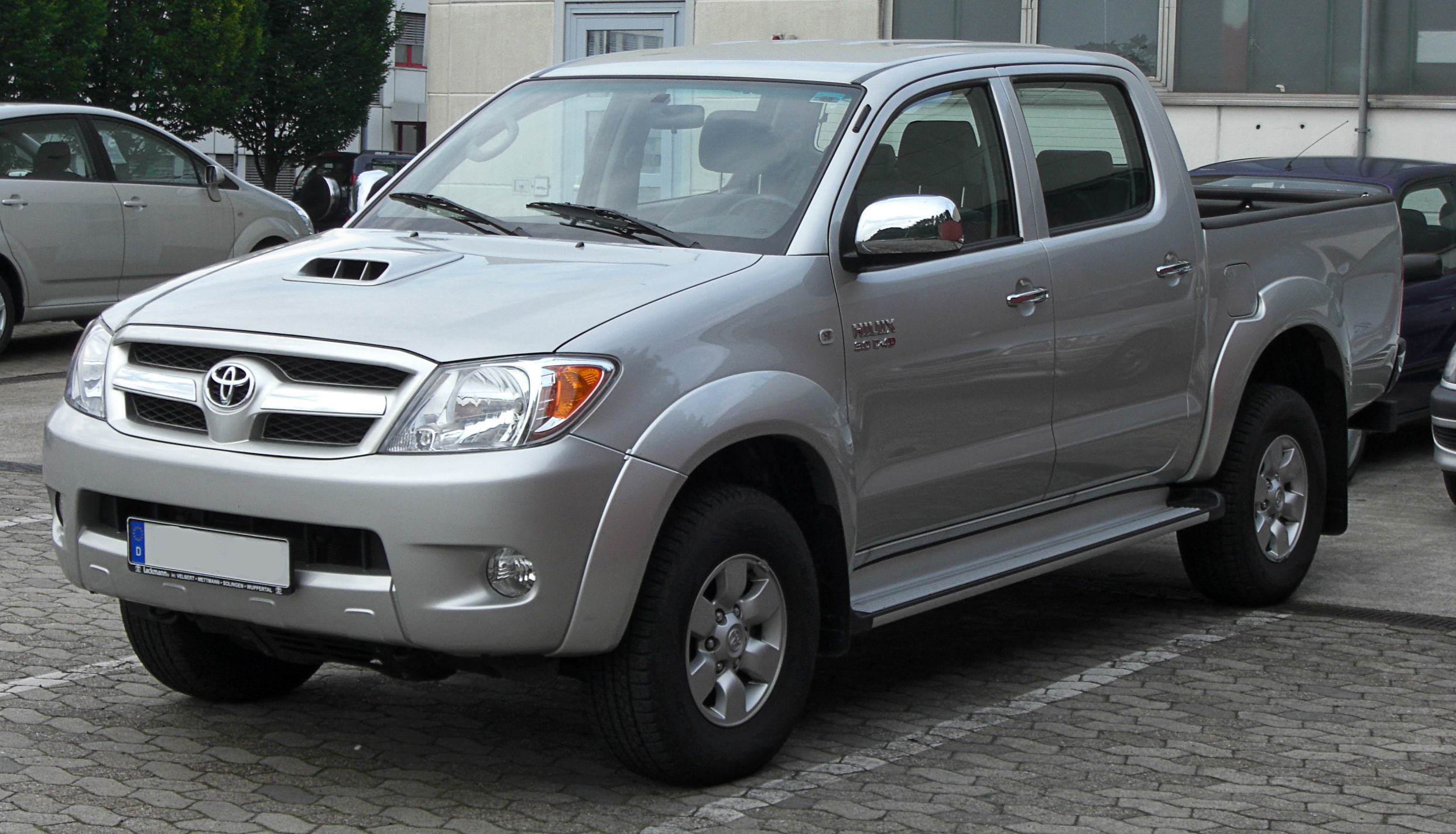
Toyota Hilux Double Cab 3.0 D-4D.

El primer montaje de fábrica se basaba en el Ford T, con una carrocería trasera modificada. Se estrenó en 1925 y se vendió por US$281. Henry Ford lo consideró el «Ford modelo T Runabout» con caja abierta. Los 34.000 que se construyen el primer año se caracterizan por una caja de carga, puerta trasera regulable, cuatro agujeros para estacas y muelles traseros para servicio pesado.
El modelo A sustituye al modelo T, introduciendo la primera pickup con cabina cerrada. Lucía innovaciones como un parabrisas de vidrio de seguridad, elevalunas manuales y una transmisión de tres velocidades. Estaba accionado por un motor de cuatro cilindros de tan solo cuarenta caballos de potencia (30 kW).
En 1932, el motor Ford V8 culata plana (L-head) con sesenta y cinco caballos de fuerza (48 kW) fue ofrecido como una opción en el camión. En 1936, Ford ya había producido tres millones de pickups, tomando la delantera en las ventas de la industria.
En 1934, debutó en Australia un vehículo conocido como «UTE», de utilidad. Fue diseñado por Lewis Bandt de Ford Australia.
La primera pickup moderna, tal como se la conoce en la actualidad, fue diseñada por Chevrolet.

Algunos modelos representativos:
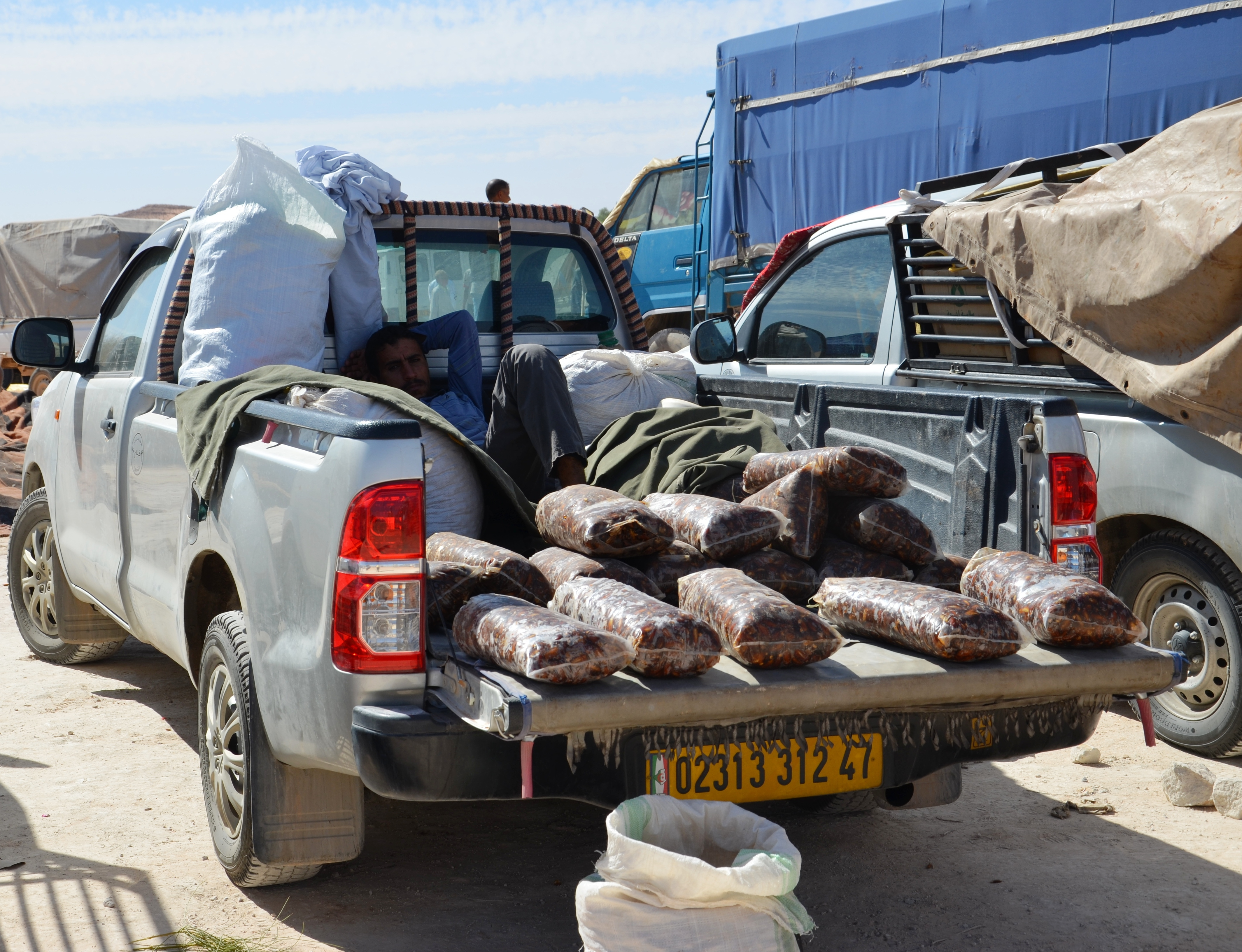
Una Toyota en Argelia
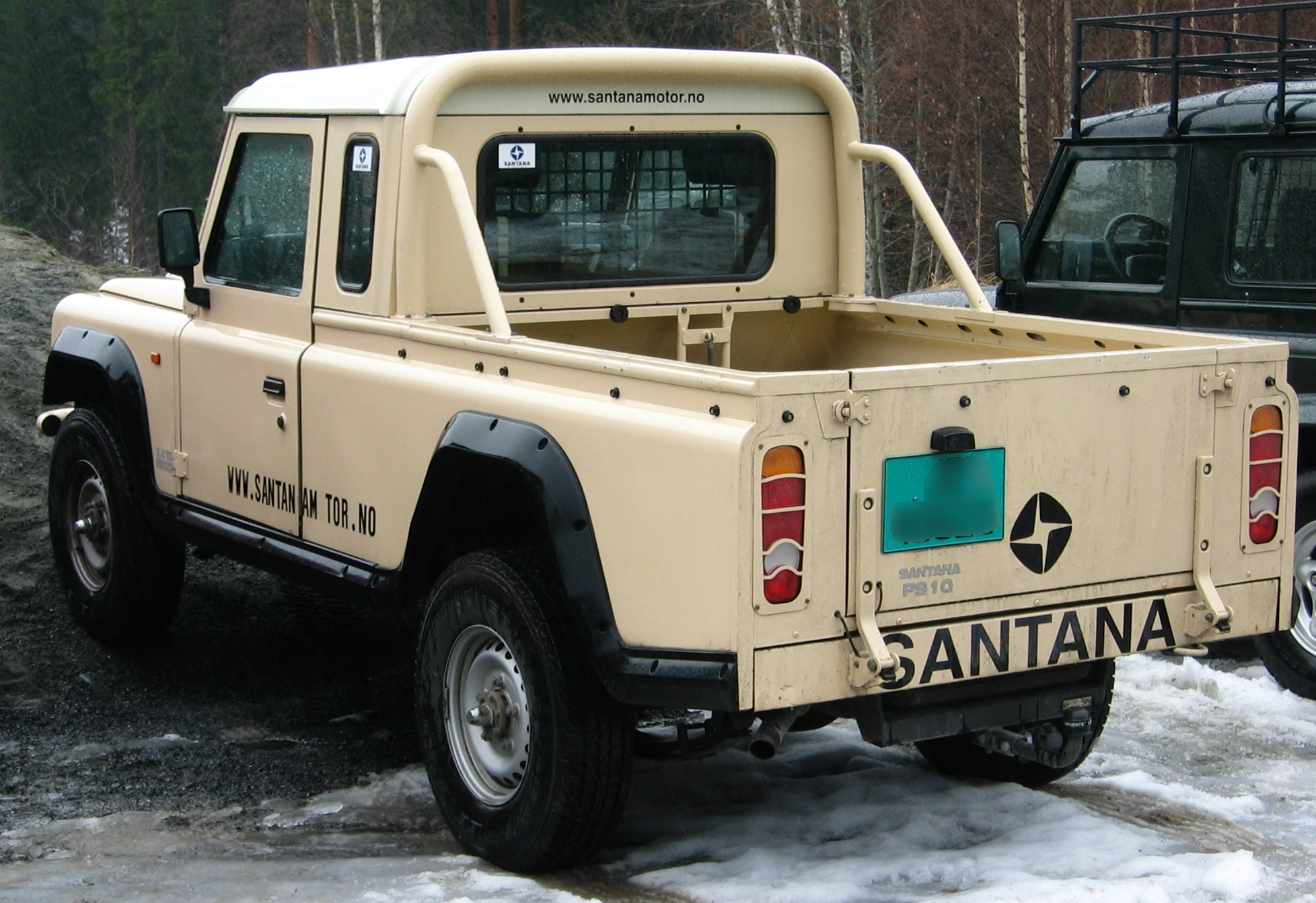
Santana Aníbal, derivada del Land Rover
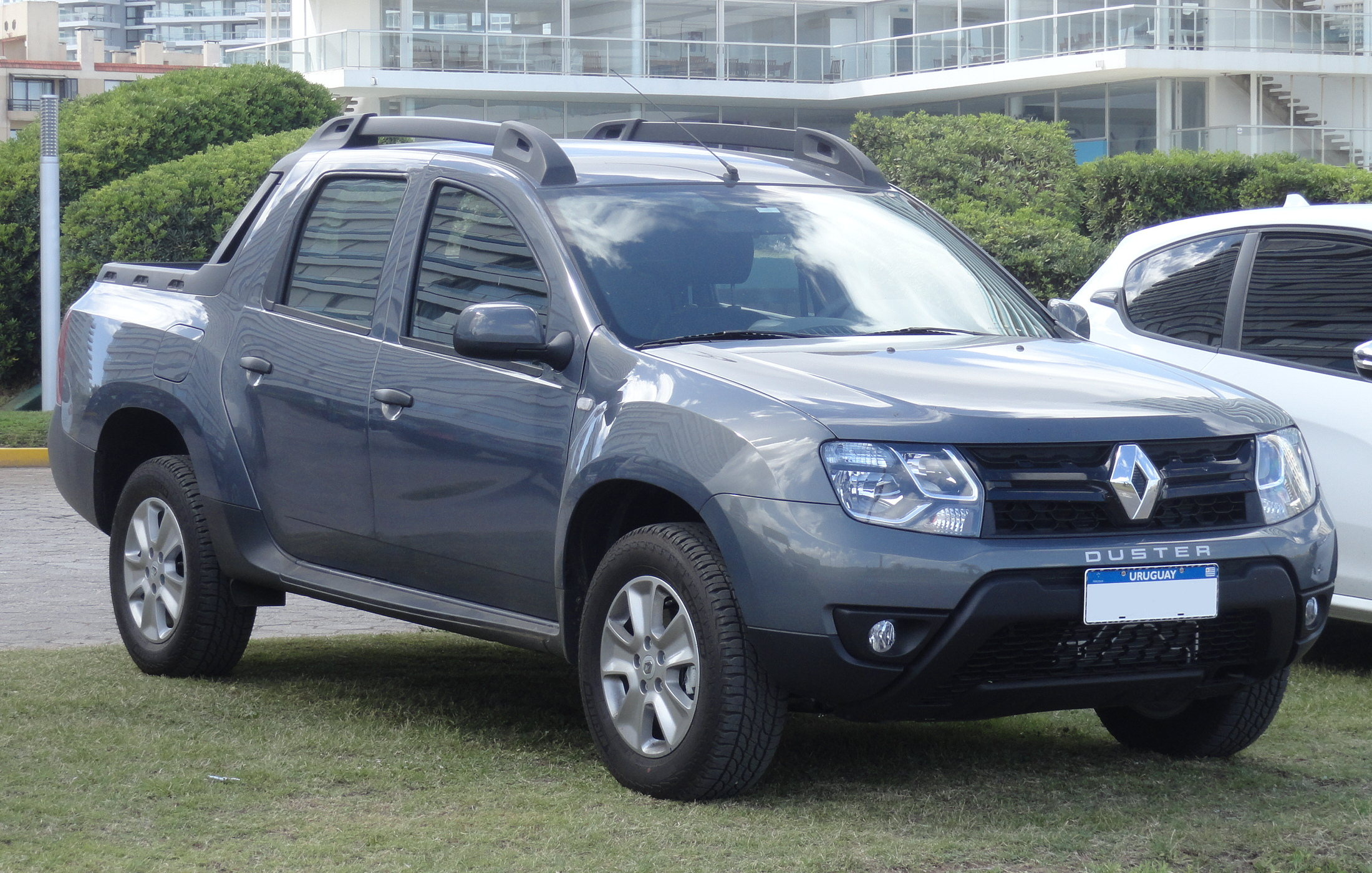
Renault Duster Oroch de 2016 en Punta del Este
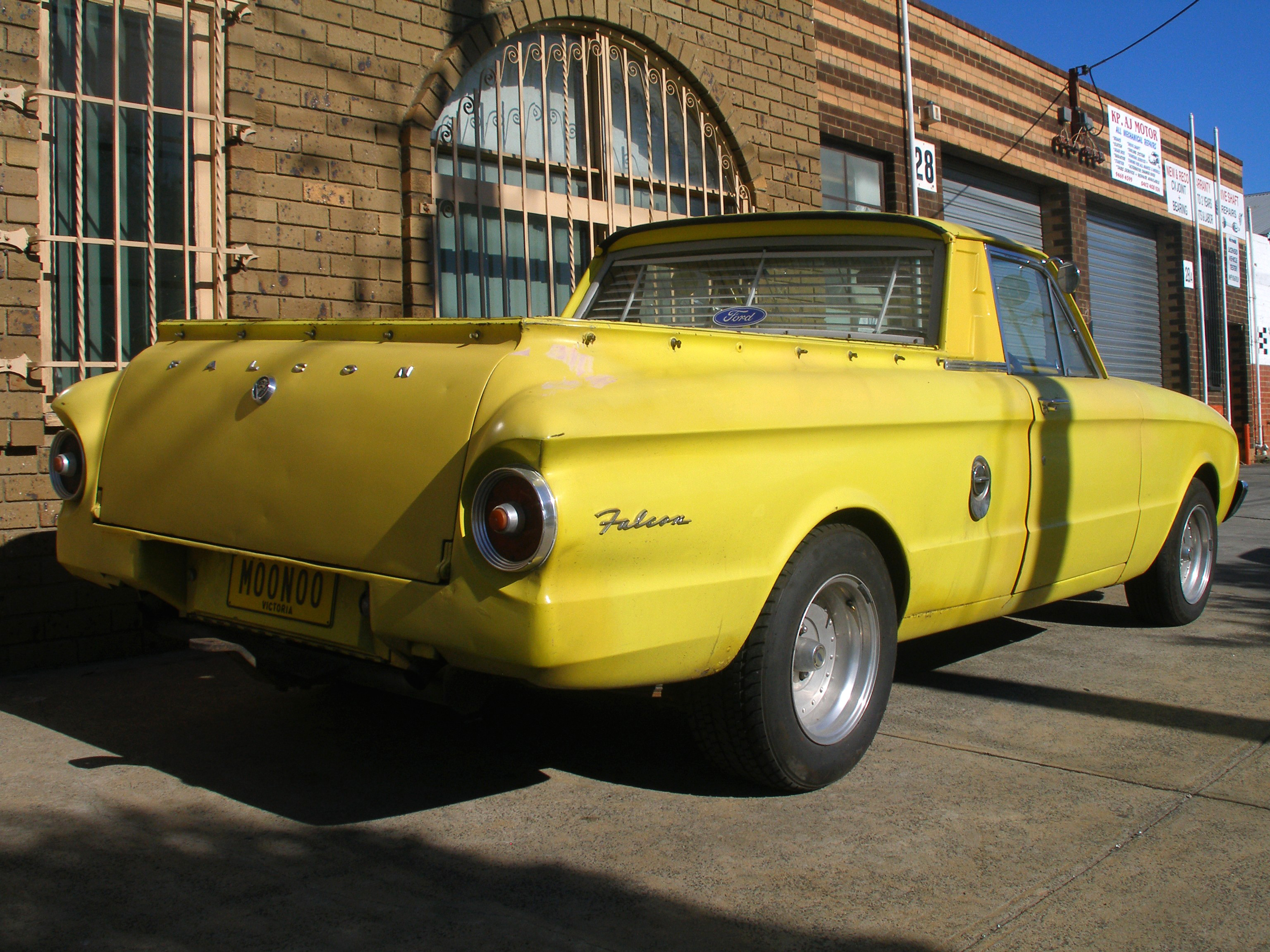
Ford Falcon «UTE» fabricada en Australia con chasis autoportante

## Campeonatos de pickups en el mundo
- NASCAR Craftsman Truck Series
- TC Pick Up
- TC Pista Pick Up